# Juan Kemény
Juan Kemény de Gyerőmonostor (en húngaro: Kemény János) (Magyarbükkös, Transilvania 14 de diciembre de 1607 – Nagyszőlős, Rumania 23 de enero de 1662). Noble húngaro, Príncipe de Transilvania (1661–1662).

## Biografía
Durante su juventud, Juan Kemény sirvió a cinco Príncipes transilvanos. Entre ellos se hallaban Gabriel Bethlen, Catalina de Brandeburgo, Esteban Bethlen, Jorge Rákóczi I y Jorge Rákóczi II.

### Príncipe
Juan kemény, de postura anti-otomana, fue elegido por la asamblea transilvana destituyendo a Ákos Barcsay el 1 de enero de 1661. Kemény había conducido varias batallas contra Barcsay y su familia, quienes apoyabana los turcos. Posteriormente Kemény hizo apresar a Barcsay y lo ejecutó a principios de julio de 1661, para no tener más rivales y mantener así el trono en su control.
Pronto Kemény comenzó una cacería donde hizo ejecutar a todos los húngaros simaptizantes de los turcos, primero a Andrés Barcsay, hermano del fallecido Príncipe, ahorcándolo el 16 de mayo de 1661. Igualmente Kemény rompió relaciones con el sultán y acudió al emperador germánico y rey húngaro Leopoldo I de Habsburgo, buscando su ayuda, hacia quien huyó luego de que los otomanos organizasen una campaña militar para tomar Transilvania. 
El sultán escogió a Miguel Apafi I para reemplazar a Juan Kemény y pronto se produjeron varios enfrentamientos armados entre ambos bandos. El 23 de enero de 1662, muere Juan Kemény en la batalla de Nagyszőllős, ante la falta de refuerzos germánicos.
| Predecesor: Ákos Barcsay | Príncipe de Transilvania 1661-1662 | Sucesor: Miguel Apafi I |